# Toxeus magnus
Toxeus magnus es una especie de araña saltarina del género Toxeus, familia Salticidae. Fue descrita científicamente por Saito en 1933.
Habita en Taiwán. Toxeus magnus es excepcional por su comportamiento social. De las casi 48 000 especies diferentes de arañas conocidas, solo se sabe que alrededor de 120 pueden tolerar la compañía de otros (incluidos sus propios hermanos) durante más de tres semanas, y se sabe que solo alrededor de 30 especies de arañas se involucran en la vida social.

## Lactación
Toxeus magnus amamanta a sus crías durante unos 38 días, aunque son capaces de alimentarse por sí mismos después de 21 días. Si bien la especie se clasificó por primera vez en 1933, no fue hasta 2012 que el investigador chino Chen Zhanqi de la Academia de Ciencias de China en Menglunzhen, Yunnan, notó que Toxeus magnus compartía un nido y en julio de 2017 descubrió su comportamiento. Los fluidos nutritivos blancos como la leche producidos por la hembra Toxeus magnus contienen azúcar, grasa y proteína. Hay alrededor de 2 miligramos de azúcar, 5 miligramos de grasa y 124 miligramos de proteína en cada mililitro de este líquido. Si bien este líquido no es técnicamente un tipo de "leche" (que contiene lactosa producida por las glándulas mamarias), cumple el mismo propósito que la leche en los mamíferos y contiene cuatro veces más proteínas en comparación con la leche de vaca.